# Stoltenhoff Island

Tristan da Cunhas flagga

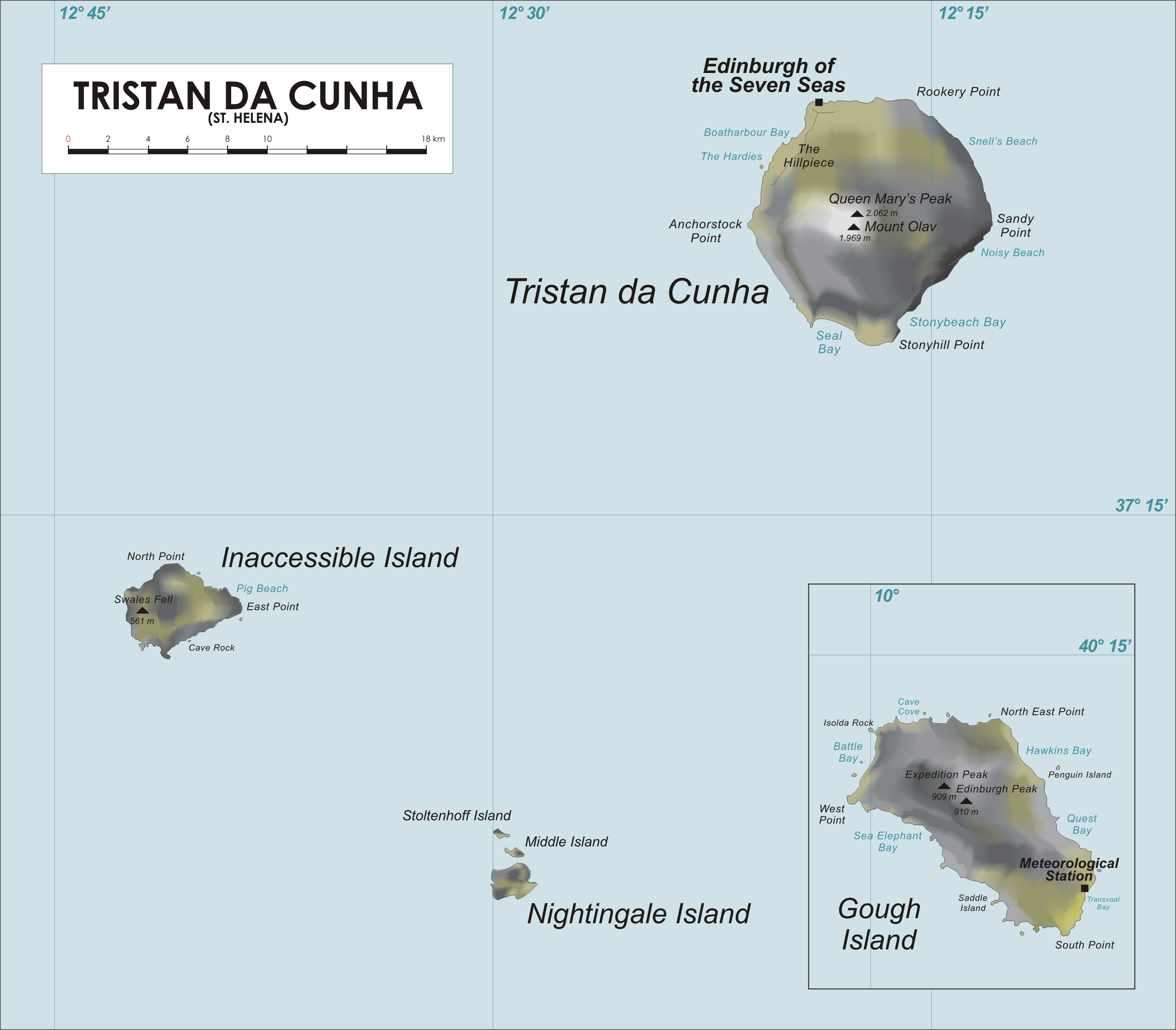
karta över Tristan da Cunha

Stoltenhoff Island ligger strax utanför Nightingale Island och tillhör den brittiska ögruppen Tristan da Cunha i södra Atlanten, belägen 2 500 km sydväst om Sankt Helena. Området tillhör området St Helena and dependencies.

## Geografi
Ön är en obebodd vulkanö och har en area av endast 0,2 km². Ön ligger bara någon kilometer från huvudön och har ett mycket rikt och varierande fågelliv.

## Historia
Ön namngavs efter bröderna Gustav och Friedrich Stoltenhoff som efter två svåra år gav upp försöket att bosätta sig på Inaccessible Island 20 km därifrån. Området är en brittisk koloni sedan 1816.